# Willem Otterspeer
Willem Otterspeer (Ouderkerk aan den IJssel, 15 november 1950) is een Nederlandse historicus en schrijver. Hij is emeritus hoogleraar universiteitsgeschiedenis aan de Universiteit Leiden.

## Carrière
Otterspeer studeerde geschiedenis en filosofie aan de Universiteit Utrecht (1970-1977) en was daarna werkzaam in de museumwereld. Vanaf 1979 werkt hij aan de Leidse universiteit, eerst als conservator van het Academisch Historisch Museum. Sinds 1997 was hij hoogleraar universiteitsgeschiedenis, eerst als bijzonder en vanaf 2002 als gewoon hoogleraar. Tussen 1979 en 1990 werkte hij als criticus mee aan het Cultureel Supplement van NRC Handelsblad, later in die hoedanigheid vooral bij de Volkskrant. Ook was hij van 2005 tot 2011 redacteur van De Gids.
Otterspeer schrijft onder meer over ideeëngeschiedenis en over intellectuele instellingen. In 1992 promoveerde hij cum laude op het proefschrift De wiekslag van hun geest over de Leidse universiteit in de negentiende eeuw. Dat boek was de grondslag voor een veel groter project, een vierdelige geschiedenis van de Leidse universiteit getiteld Groepsportret met Dame. Het eerste deel, Het bolwerk van de vrijheid, verscheen in 2000, gevolgd door De vesting van de macht in 2002 en De werken van de wetenschap in 2005; het vierde en laatste deel, getiteld De strategie van de aanpassing, liet tot 2021 op zich wachten.
Daarnaast publiceerde hij biografieën van de filosoof G.J.P.J. Bolland (1995) en de historicus Johan Huizinga (2006). Vanaf 2000 was hij bezig aan een tweedelige biografie over Willem Frederik Hermans, waarvan het eerste deel, De mislukkingskunstenaar (1921-1952) in november 2013 en het tweede deel De zanger van de wrok in februari 2015 verschenen bij De Bezige Bij. In het kader van dit onderzoek publiceerde Otterspeer eerder al een aantal kleinere studies of bronnenuitgaven, zoals de briefwisseling tussen Hermans en Gerard Reve (samen met Nop Maas) en die tussen Hermans, Rudy Kousbroek en Ethel Portnoy. Otterspeer kreeg voor zijn werk een aantal prijzen, waaronder de Dr. Wijnaendts Francken-prijs en de Eurekaprijs voor wetenschapscommunicatie.
Otterspeer vervulde verschillende bestuurlijke functies, zoals in de Raad van toezicht van het Rijksmuseum van Oudheden te Leiden, het bestuur van het Nederlands Letterenfonds en de redactieraad van De Gids.

## Selectieve bibliografie
- (red.) Een universiteit herleeft. Wetenschapsbeoefening aan de Leidse universiteit vanaf de tweede helft van de negentiende eeuw (Leiden 1984).
- Huizinga voor de afgrond. Het incident-Von Leers aan de Leidse universiteit in 1933 (Utrecht 1984).
- Zo'n vreemde drang van binnen (Weesp 1985).
- (ed.) Leiden Oriental Connections 1850-1940 (Leiden 1989).
- De wiekslag van hun geest. De Leidse universiteit in de negentiende eeuw. (Proefschrift Leiden 1992).
- Bolland. Een biografie (Amsterdam 1995).
- Utopieën van een onvermoeibaar mens (Amsterdam 1996).
- Het achtste memo. Over begin en einde, over universiteit en universiteits-geschiedenis. (Oratie Leiden 1997).
- Wetenschap en wereldvrede. De Koninklijke Akademie van Wetenschappen en het herstel van de internationale wetenschap tijdens het Interbellum (Amsterdam 1997). (Samen met J. Schuller tot Peursum-Meijer)
- Het bolwerk van de vrijheid. De Leidse universiteit, 1575-1672. (Groepsportret met Dame I) (Amsterdam 2000).
- De lezende Pallas. Het dubbeltalent van de Leidse universiteit. (Den Haag 2000).
- De vesting van de macht. De Leidse universiteit, 1673-1775. (Groepsportret met Dame II) (Amsterdam 2002).
- ‘The Mediating Role of the University: Leiden University, Its Structure and Function during the First Two Centuries of its Existence’, in: History of Universities XVIII/2 (2003) 147-196.
- De werken van de wetenschap. De Leidse universiteit, 1776-1876.(Groepsportret met Dame III) (Amsterdam 2005).
- (red.) Johan Huizinga. Themanummer De Gids 168/2 (2005) 106-212.
- (red.) Willem Frederik Hermans. Themanummer De Gids 168/11-12 (2005) 888-1035.
- Orde en trouw. Over Johan Huizinga (Amsterdam 2006)
- (red.) Lof der zotheid. Themanummer De Gids 169/2 (2007) 173-315.
- (red.) Verscheur deze brief! Ik vertel veel te veel. Willem Frederik Hermans, Gerard Reve. Een briefwisseling. (Amsterdam 2008) (Samen met Nop Maas)
- Flarden van een stem. Rinus van den Bosch (1938-1996) (Amsterdam 2009)
- (red.) Machines en emoties. Willem Frederik Hermans, Rudy Kousbroek, Ethel Portnoy. Een briefwisseling. (Amsterdam 2009)
- Hermans in hout. De Canadese avonturen van Willem Frederik Hermans (Amsterdam 2010)
- Reading Huizinga. (Amsterdam 2010)
- ‘Eilandbewoner, domineeszoon. Michaël Zeeman, 12 september 1958-27 juli 2009’, in: Maarten Asscher e.a. (red.), Michaël Zeeman. Aan mijn voormalig vaderland. De beste essays en kritieken (Amsterdam 2010) 17-50.
- Een hart en een haven. Essay 14 mei herdenking (Rotterdam 2010)
- ‘Man the Player. Huizinga’s Homo Ludens revisited’, in: Luc Devoldere (red.) The Seriousness of Play (The Low Countries. Arts and Society in Flanders and the Netherlands 20) (Brussel 2012) 50-57.
- Willem Frederik Hermans. De mislukkingskunstenaar (1921-1952). Biografie, deel 1 (De Bezige Bij, 2013).
- Willem Frederik Hermans. De zanger van de wrok (1953 −1995). Biografie, deel 2 (De Bezige Bij, 2015).
- Kleine boekjes - grote inzichten - De kleine Huizinga, de klassieke herfsttij der middeleeuwen samengevat, Atlas Contact uitgeverij, (Amsterdam 2019).
- De strategie van de aanpassing. De Leidse universiteit, 1876-1975 (Groepsportret met Dame IV (Amsterdam 2021)